# Wist odwrotny
Wist odwrotny – popularny wśród brydżystów system wistowy.

## Porównaniewistu naturalnegoi odwrotnego
| Wist naturalny                 | Wist odwrotny                  |
| ------------------------------ | ------------------------------ |
| 7 2; 8 6 3; 9 8 5 4            | 7 2; 8 6 3 potem 3; 9 8 5 4    |
| K 3; K 8 2; K 8 5 4; K 8 5 4 2 | K 3; K 8 2; K 8 5 4; K 8 5 4 2 |
| A K 2; A K; K D 3; K D         | A K 2; A K; K D 3; K D         |
| K W 10 4; D 10 9 8; K 8 2      | K W 10 4; D 10 9 8; K 8 2      |

W wiście odwrotnym zachęcamy małą blotką, a w naturalnym dużą